# Sieć Xbox
Sieć Xbox (wcześniej jako Xbox Live; wym. [ˌɛksbɒks ˈlaɪv]) – usługa sieciowa stworzona przez przedsiębiorstwo Microsoft. Korzystają z niej posiadacze konsol gier wideo Xbox 360, Xbox One, Xbox Series X/S jak i systemów operacyjnych z rodziny Microsoft Windows, a w przeszłości także konsoli Xbox.

## Historia
Premiera konsoli Xbox odbyła się 15 listopada 2001 w Stanach Zjednoczonych. Podczas targów E3 w 2002 zaprezentowano wczesną wersję gry Unreal Championship. Premierę usługi wyznaczono na 15 listopada 2002. Zapowiedziano również, że pod koniec 2003 będzie dostępne ponad 50 gier w trybie online. Wraz z premierą Xbox 360, nastąpiła aktualizacja usługi Xbox Live.
W marcu 2021 dokonano zmiany nazwy usługi na sieć Xbox (ang. Xbox network).

## Dostępność
Od 16 grudnia 2012 usługa Xbox network jest oficjalnie dostępna w 42 krajach:
| - Arabia Saudyjska - Argentyna - Australia - Austria - Belgia - Brazylia - Chile - Czechy - Dania - Finlandia - Francja - Grecja - Grenlandia - Hiszpania | - Holandia - Hongkong - Indie - Irlandia - Izrael - Japonia - Kanada - Kolumbia - Korea Południowa - Meksyk - Niemcy - Norwegia - Nowa Zelandia - Polska | - Portugalia - Republika Południowej Afryki - Rosja - Singapur - Słowacja - Stany Zjednoczone - Szwajcaria - Szwecja - Tajwan - Turcja - Węgry - Wielka Brytania - Włochy - Zjednoczone Emiraty Arabskie |

Mapa dostępności usługi Xbox Live

14 czerwca 2010 na targach E3 w Los Angeles oficjalnie poinformowano o rozszerzeniu usługi, rozpoczynając od jesieni. 10 listopada usługa została udostępniona w dziewięciu kolejnych państwach, w tym w Polsce.

## Dodatki Xbox Live

### Windows Live Messenger
Windows Live Messenger pozwala użytkownikom Xbox Live, komputerów osobistych (Windowsów i Macintoshów) i Windows Phone łączyć się ze sobą przez sieć. Umożliwia prowadzenie rozmów ośmiu użytkownikom jednocześnie, granie w gry, oglądanie filmów i słuchanie muzyki. Aktualizacja z 4 grudnia 2007 pozwala graczom, którzy ukończyli 13 lat, na posiadanie własnego konta Windows Live Messenger.
Użytkownicy standardowej subskrypcji mają mniejsze możliwości usług Xbox Live, które dostępne są również w subskrypcji Gold, m.in.:
- czat głosowy z innymi osobami;
- awatar;
- możliwości ściągania gier ze sklepu na dysk twardy;
- punkty z Xbox Live Arcade;
- dostęp do konta na Facebooku i Twitterze;
- dostęp do serwisów (z możliwością łączenia kont) m.in.: MSN, Last.fm, YouTube, Skype, Netflix, Zune, Vevo, Sky, Bing[a].

Użytkownicy posiadający wykupiony płatny serwis Gold, mają możliwość korzystania z dodatkowych funkcji i serwisów, do których dostępu nie mają użytkownicy standardowego konta Silver, m.in.:
- wideo czat z innymi osobami;
- granie w trybie gry wieloosobowej;
- dostęp do magazynu online opartego na chmurze obliczeniowej[8];
- otrzymywanie do dwóch darmowych gier miesięcznie (pierwszą grą udostępnioną była Fable III, kolejnymi: Assassin's Creed II i Halo 3)[9].

### Xbox Marketplace
Dział Xbox Live, z którego można pobierać wersje demonstracyjne, zapowiedzi i dodatki do gier, elementy awatara itp. (najczęściej odpłatnie). Ponadto w Stanach Zjednoczonych, Kanadzie, Wielkiej Brytanii, Irlandii, Francji i w Niemczech funkcjonują działy Video i Music Marketplace, z których można pobierać filmy i muzykę na żądanie.

### Xbox Live Arcade
Usługa umożliwia użytkownikom pobieranie pełnych wersji gier. Są to najczęściej produkcje niezależnych producentów oraz starsze, klasyczne tytuły.

### Gamertag
Gamertag to pseudonim osoby zarejestrowanej w serwisie Xbox Live. Wraz z premierą Xbox 360 każdy Gamertag posiada swój licznik osiągnięć (tzw. Gamerscore), a także wskaźnik reputacji. W wielu serwisach gracz może stworzyć swoją małą sygnaturkę zawierającą Gamerscore, czyli wskaźnik reputacji i listę gier, w które ostatnio grał.

### Gamerscore
Gamerscore to system osiągnięć, który sumuje liczbę punktów zgromadzonych przez użytkownika profilu. Punkty te przyznawane są za osiągnięcia podczas realizacji wyzwań dla danej gry, np. pokonanie poziomu lub zgromadzenie określonej liczby zwycięstw przeciwko innym graczom w trybie wieloosobowym.
Początkowo Xbox 360 w sprzedaży detalicznej oferował do 1000 punktów rozłożonych na liczbę osiągnięć w danej grze. Dodatkowo każdy tytuł Xbox Live Arcade zawierał 12 osiągnięć, czyli łącznie 200G. 1 lutego 2007 Microsoft ogłosił na swoim blogu nowe zasady – od tej pory twórcy gier muszą przestrzegać postanowień związanych z systemem Gamerscore. Wszystkie tytuły w wersji podstawowej miały mieć od tej pory 1000 punktów Gamerscore. Twórcy gier mają dodatkowo możliwość dodania 250 punktów w postaci rozszerzeń do gry (DLC). Z kolei tytuły Xbox Live Arcade muszą mieć odpowiednio 200 punktów dla wersji podstawowych i maksymalnie 50 punktów dla rozszerzeń.
26 maja 2007 Halo 2 jako pierwszy tytuł z serii Games for Windows umożliwił zbieranie punktów w systemie Gamerscore.
25 marca 2008 Microsoft ukarał oszustów używających narzędzi do zwiększania stanu licznika Gamerscore. W wyniku tego nieuczciwym użytkownikom wyzerowano konto Gamerscore, a przy profilu gracza ukazywała się informacja „Cheater”.